# MHSK-stadion
Het Markaziy Harbiy Sportklubi Army Stadion (kortweg; MHSK Stadion) was een multifunctioneel stadion in Tasjkent, de hoofdstad van Oezbekistan. 
Het werd meestal gebruikt voor voetbalwedstrijden, de voetbalclub FC Bunyodkor maakte gebruik van dit stadion. Het stadion werd gebouwd in 1986, en er konden 21.000 toeschouwers in. Na de renovatie waren dat er 16.000. In 2008 werd dit stadion gebruikt voor het Aziatisch kampioenschap voetbal onder 17, dat van 4 tot en met 19 oktober 2008 werd gespeeld in Oezbekistan. In dit stadion werden 12 groepswedstrijden en 2 kwartfinales gespeeld.
Het stadion werd afgebroken in 2008-2009. Hiervoor in de plek werd een nieuw, moderner, stadion gebouwd: het Bunyodkorstadion.